# Meotipa
Meotipa là một chi nhện trong họ Theridiidae.